# Oleksandriwka (Korjukiwka)
Oleksandriwka (ukrainisch Олександрівка; russisch Александровка Alexandrowka) ist ein Dorf in der ukrainischen Oblast Tschernihiw mit etwa 750 Einwohnern (2001).
Die Ortschaft wurde 1650 gegründet und liegt etwa 70 km östlich vom Oblastzentrum Tschernihiw und etwa 20 km südwestlich vom Rajonzentrum Korjukiwka.

## Persönlichkeiten
Im Dorf kam 1832 der Kiewer Bürgermeister und Rektor der Universität Kiew Nikolai Karlowitsch Rennenkampff zur Welt.
Am 12. Juni 2020 wurde das Dorf ein Teil der Stadtgemeinde Korjukiwka, bis dahin bildete es zusammen mit den Dörfern Pisky (Піски) und Wercholissja (Верхолісся) die gleichnamige Landratsgemeinde Korjukiwka (Олександрівська сільська рада/Oleksandriwska silska rada) im Süden des Rajons Korjukiwka.